# Андырева, Анна Ивановна
Анна Ивановна Андырева (род. 1926) — советская трудящаяся лесной промышленности, тракторист-водитель большегрузного лесовоза; Герой Социалистического Труда, кавалер Ордена «Материнская слава» 1-й степени.

## Биография
Анна Ивановна Андырева родилась в 1926 году в деревне Левино Усольского района Пермской области. С начала своей трудовой деятельности Анна Ивановна работала в лесной промышленности Западного Урала. Освоила тяжелую для женщины и крайне ответственную профессию тракториста-водителя тяжелых большегрузных составов. Первые уроки вождения трактора ей преподал супруг, Григорий Фомич. Андыревы работали посменно на одном тракторе в Шемейном леспромхозе, где семейный экипаж Андыревых слыл образцовым. Анна Ивановна в течение десяти лет водила большегрузные составы, по 150—200 кубометров леса. Не было случая, чтобы машина вышла из строя из-за аварии или водительской небрежности или чтобы не была доставлена на место заготовленная древесина.
Звание Героя Социалистического Труда Анне Ивановне присвоено в 1957 году. А. И. Андырева — единственная в лесной промышленности страны женщина, чьи трудовые заслуги получили столь высокую оценку. Её муж, Григорий Фомич Андырев, награждён орденом Ленина.
С мужем воспитали девять детей. Награждена орденом «Материнская слава» и медалью Материнства.